# Christian Estrosi
Christian Estrosi (* 1. července 1955) je francouzský politik a bývalý motocyklový závodník. Je starosta jihofrancouzského města Nice za stranu Les Républicains a bývalý francouzský ministr.
Stal se známým po teroristickém útoku v katedrále města, při kterém 21letý Tunisan 29. října 2020 drastickým způsobem zabil tři lidi a šest jich zranil. Estrosi tento útok ostře odsoudil a požadoval od francouzské vlády rozhodná opatření na ochranu občanů města Nice.